# 椚ありさ
椚 ありさ（くぬぎ ありさ、1998年4月28日 - ）は、日本のファッションモデル、女優。東京都八王子市出身。モデルとしては株式会社レキシントンに所属。2020年よりオフィス・オーパに女優として所属。雑誌『Seventeen』（セブンティーン）、『Popteen』（ポップティーン）のモデルや、同じくモデルの森みはると広瀬ちひろとの三人組ユニット「ありぱるろっく」などとして活動中。舞台女優としては演劇ガール☆フューチャに所属。身長152cm。
2014年8月から2016年3月にかけて、読モBG（読者モデル BOYS&GIRLS、少年少女）の公式チーム「FLASH TOKYO」3期生に所属して活動していた。小学生時分は、株式会社スマイルプロモーションに所属していた。姉はアイドル、ブリッジ芸人の椚マイカ。

## 略歴
- 2009年12月、女子小学生向けファッション雑誌『ポ☆プリ』の専属モデルとしてデビュー。しかし、同誌は2010年4月号（2月発売）を最後に休刊している。
- 2014年6月10日に発売された高校生向けの情報誌『HR（エイチアール）』のp.88で単独での紹介記事の特集が組まれた。その後も『HR（エイチアール）』には何度か出演。
- 2014年8月1日、読モBG「FLASH TOKYO」3期生に選抜される。
- 2014年8月15日、国立代々木競技場第二体育館で、読モBG「FLASH TOKYO」3期生としてイベント「LOOP」（ループ）に参加して、初のライブイベントお披露目。
- 2015年1月16日、お笑いコンビクマムシの一発芸「あったかいんだからぁ♪」のモノマネ動画がVineで公開され、人気を博した[4]。
- 2015年12月28日発売の最終号（2016年2月号）で休刊になったファッション雑誌『CHOKi CHOKi GiRLS』（チョキチョキガールズ）で、「JKガール」としてモデルを務めていた[5]。
- 2016年3月27日、「あったかいんだからぁ♪」のモノマネ動画が人気を博したことにより、本家クマムシの佐藤大樹、長谷川俊輔との共演が実現[6]。
- 2016年3月28日、「up to you 3rd」（アップ・トゥ・ユー・サード）のイベントをもって、「FLASH TOKYO」を卒業した。読モBGとしては引き続き活動[7]。
- 2016年8月1日、選抜からちょうど2年目、2年弱の活動を経て読モBGを卒業[8]。
- 2016年11月、ソニー・ミュージック発のガールズエンタメ集団「演劇ガール☆フューチャ」に加入して舞台女優としての活動を開始[9]。
- 2017年3月9日、東京都内の都立高校（校名は非公開）を卒業[10]。
- 2017年3月30日から4月2日にかけて、フライドBALL企画（フライドボールきかく）による演劇のVol.19『暮らすフィクション』にヒロイン役で出演[11]（役名：山城蛍[12]）。さかのぼる2月25日、同舞台の初めての顔合わせを行った[13]。
- 2017年5月12日から5月14日にかけて、劇団SPACE☆TRIP（げきだんスペーストリップ）による第12回公演『地球防衛レストラン ～緊急事態のフルコース～』に出演予定だったが[14]、体調不良により降板[15]。
- 2017年8月25日から27日にかけて、演劇ガール☆フューチャによる第2回公演『12人の噦く女子生徒』（じゅうににんのむかつくじょしせいと）に出演[16]。

## 出演

### 雑誌
- ポ☆プリ（2009年 - 、麻布台出版） - 専属モデル
- 月刊オーディション 7月号（2010年、白夜書房）
- HR（エイチアール） #025 5・6月号（2014年、グラフィティ） - p.79
- HR（エイチアール） #026 7・8月号（2014年、グラフィティ） - p.38、p.88

### テレビ番組
- うんちくクン"しりすぎ" キレイすぎる小学生を捜せ!（2010年、日本テレビ）[17]
- ピラメキーノ 子役6人恋物語（2011年、テレビ東京）
- ZIP!（日本テレビ、2022年4月 - ）

### テレビドラマ
- 都立水商! 〜令和〜（2019年5月6日 - 6月24日、毎日放送） - 田代美羽 役
- 監察医 朝顔 第2シリーズ 第4話（2020年11月23日、フジテレビ） - 坂井亜衣 役
- 駐在刑事 Season3 第6話・最終話（2022年2月18・25日、テレビ東京） - 麻生つむぎ 役
- 脚本芸人 第1夜・第3夜（2022年6月22日・24日、フジテレビ）
- 彼女、お借りします（2022年7月10日 - 8月21日、ABCテレビ・テレビ朝日） - 島江園子 役
- 推しが武道館いってくれたら死ぬ 第1話・第2話（2022年10月9日・16日、ABCテレビ・テレビ朝日）

### CM
- イエローハット「交通安全が看板」篇（2020年11月10日 - ）